# Estádio Olímpico Nilton Santos
Das Estádio Olímpico Nilton Santos (deutsch Olympiastadion Nilton Santos) ist ein Fußballstadion mit Leichtathletikanlage in der brasilianischen Metropole Rio de Janeiro. Es ist seit 2008 die Heimstätte des Fußballvereins Botafogo FR und war 2016 ein Veranstaltungsort der Olympischen Sommerspiele und der Sommer-Paralympics. Das Stadion ist auch unter dem Namen Engenhão bekannt, was auf das Stadtviertel Engenho de Dentro zurückgeht, in dem es steht. 

## Geschichte
Der Bau des Stadions begann im Jahr 2003 und wurde 2007 abgeschlossen. Das Stadion sollte 2003, nach Schätzungen der Stadtverwaltung, 60 Mio. Brasilianische Real (ca. 23 Mio. Euro) kosten, am Ende lagen die Kosten bei 380 Mio. Real (etwa 146 Mio. Euro). Am 30. Juni 2007 wurde das Stadion mit einem Spiel der brasilianischen Fußballmeisterschaft zwischen Botafogo und Fluminense Rio de Janeiro (2:1) vor 43.810 Zuschauern eröffnet. Dabei waren 40.000 Karten gegen eine Milchpulver-Spende abgegeben worden.
In der brasilianischen Terminologie bezeichnet Estádio Olímpico generell ein Stadion mit Laufbahn mit olympischer Länge (400 m). Es wurde anlässlich der Panamerikanischen Spiele 2007 errichtet und hat 46.931 Plätze. Es fanden hier bei den Olympischen Spielen 2016 sowie bei den kommenden Paralympics 2016 die Leichtathletik-Wettbewerbe statt. Dafür wurde die Arena auf 60.000 Plätze erweitert, indem man auf den Tribünen hinter den Toren die Oberränge ausbaute.
Vor dem Stadion steht eine Statue von Nílton Santos, der von 1948 bis 1964 für Botafogo 729 Spiele machte und auf 75 Einsätze in der brasilianischen Fußballnationalmannschaft kam.
Am 3. August 2007 unterschrieb der Botafogo FR einen 20-jährigen Mietvertrag für das Stadion. Die Monatsmiete liegt bei 36.000 Real (14.000 Euro) und die jährlichen Wartungskosten bei vier Mio. Real (1,5 Mio. Euro). Am 11. August 2007 stürzte eine 15 m lange und 6 m hohe Wand im Stadion ein, dabei wurde aber niemand verletzt. Das erste Länderspiel im Stadion fand am 10. September 2008 zwischen Brasilien und Bolivien statt. Das WM-Qualifikationsspiel endete 0:0.
Durch den Umbau des Maracanã für die Fußball-Weltmeisterschaft 2014 und die Olympischen Spiele 2016 trugen die beiden Vereine Flamengo und Fluminense ihre Spiele von 2010 bis 2013 im Engenhão aus.
Am 14. Juli 2012 wurde bekannt, dass, infolge eines Korruptionsskandals um den früheren brasilianischen FIFA-Präsidenten João Havelange, die Umbenennung des Stadions im Raum stand. Fans von Botafogo forderten, das Stadion umzubenennen. Als Namensgeber waren der frühere Spieler Nílton Santos, dessen Statue vor dem Stadion steht, und der frühere Trainer João Saldanha im Gespräch. Im August 2012 lehnte das Organisationskomitee der Spiele 2016 die Umbenennung ab.
Im März 2013 musste das Stadion sechs Jahre nach der Eröffnung, aufgrund von strukturellen Problemen des Stadionbaus, geschlossen werden. Im Juni 2013 gab die Stadt bekannt, dass die Renovierungsarbeiten an der Sportstätte rund 18 Monate in Anspruch nehmen würden. Ingenieure der Pontifícia Universidade Católica do Rio de Janeiro hatten im März strukturelle Probleme des Stadiondaches entdeckt. Die Konstruktion hatte sich gesenkt, es bildeten sich Risse im Stahl und einige Teile waren durch die salzige Meeresluft stark angerostet. Demnach hätte das Dach einstürzen können. Am 9. Januar 2015 gab Rios Bürgermeister Eduardo Paes an, dass das Stadium Rio ab dem 1. Februar 2015 wieder genutzt werden könne. Botafogo sollte in einem Spiel des Taça Guanabara auf den Boavista SC treffen. Zunächst wurde nur der Unterrang mit 20.000 Plätzen geöffnet. Die Wiedereröffnung musste mehrmals verschoben werden, die Termine im Oktober und Dezember 2014 verstrichen. Die Dachkonstruktion wurde mit 34 Stahltürmen neu befestigt. Nach den Arbeiten musste die Leichtathletikanlage, auf der schwere Baumaschinen standen, komplett erneut werden. Für den Botafogo FR war die Renovierungsphase, durch die fehlenden Einnahmen im Spielbetrieb und sinkende Sponsorengelder, ein großes Verlustgeschäft. Etwa 24 Mio. R$ (7,6 Mio. Euro) fehlen dem bereits verschuldeten Verein in der Kasse.
Nach den Olympischen Sommerspielen 2016 hat der Botafogo FR 800.000 R$ (250.000 US-Dollar), u. a. in den Austausch der Stadionsitze, investiert, um das Olympiastadion in ein Heimstadion für den Verein zu verwandeln. Die neutralen Sitze wurden durch Sitzgelegenheiten in den Vereinsfarben Schwarz und Weiß ersetzt. Finanziert wurde die Maßnahme mit personalisierten Sitzen. Für 50 R$ konnte man seinen Namen auf einem Sitz drucken lassen. Mehr als 8.000 Fans nutzten die Gelegenheit, was die Hälfte des Budgets der Arbeiten abdeckte.
Am 25. Januar 2017 fand im „Engenhão“ ein Chapecoense-Benefizspiel zwischen Brasilien und Kolumbien, zu Gunsten der Hinterbliebenen des Absturzes von LaMia-Flug 2933 am 28. November 2016, statt. Zu der Partie wurden nur in Südamerika tätige Profis berufen. Die Gastgeber gewannen durch ein Tor von Dudu im mit rund 19.000 Zuschauern nicht mal halb gefüllten Olympiastadion mit 1:0.
Am 10. Februar 2017 benannte die Stadt Rio de Janeiro per Dekret das Stadion offiziell in Estádio Olímpico Nilton Santos, nach dem Vereinsidol Nílton Santos, um. Die umstrittene Benennung nach João Havelange wurde dadurch geändert. Zwei Jahre zuvor erlaubte Bürgermeister Eduardo Paes dem Botafogo FR die Nutzung des Namens Estádio Olímpico Nilton Santos.
Am 15. August 2024 schloss der Botafogo FR eine neue Vereinbarung mit der Stadt über die Nutzung des „Engenhão“. Die mit dem Club verbundene Sociedade Anônima do Futebol (SAF) übernahm die volle operative Kontrolle über das von der Stadt gepachtete Estádio Nilton Santos. Der Verein hat dadurch mehr Rechtsschutz und die Möglichkeiten erhöhen sich, mit dem Stadion Einnahmen zu erzielen. Bisher wurde man bei jeder Veränderung von der Bürokratie der Stadt gebremst, nun kann Botafogo flexibler und effizienter im Betrieb und bei der Verbesserung des Stadions sein.

## Galerie

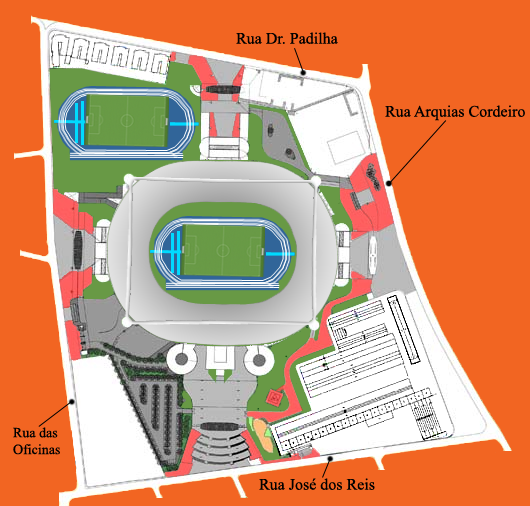
Lageplan der Anlage
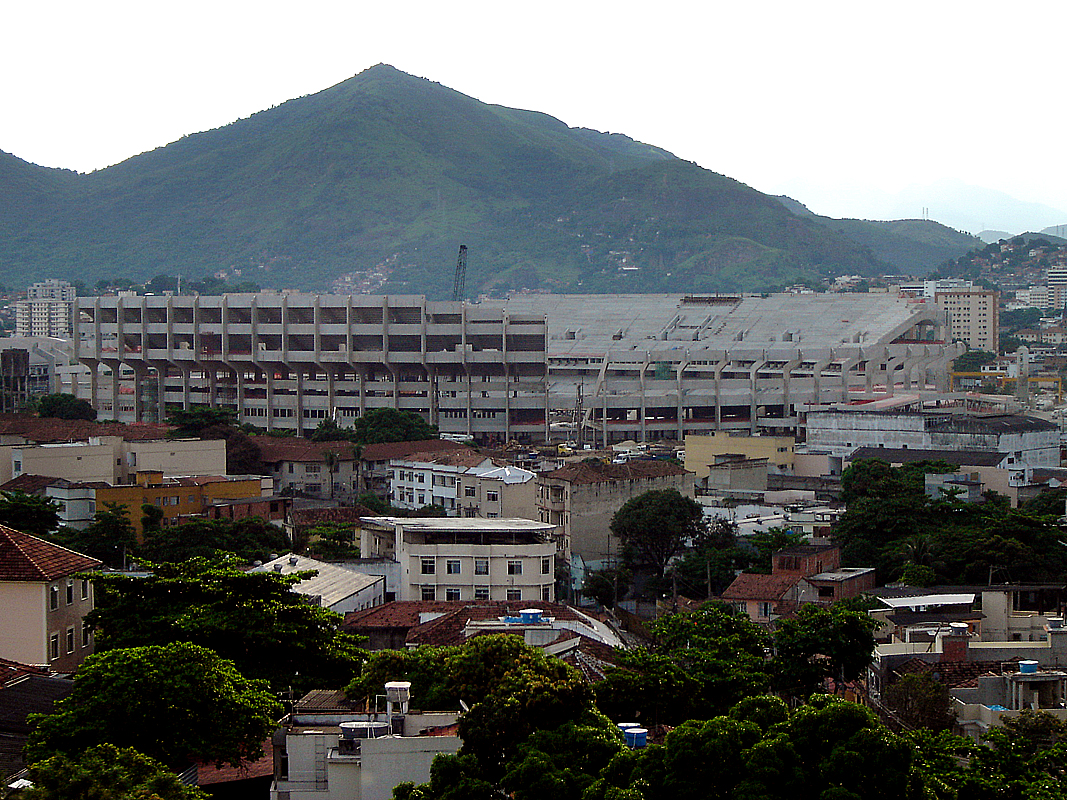
Die Stadionbaustelle im Februar 2006
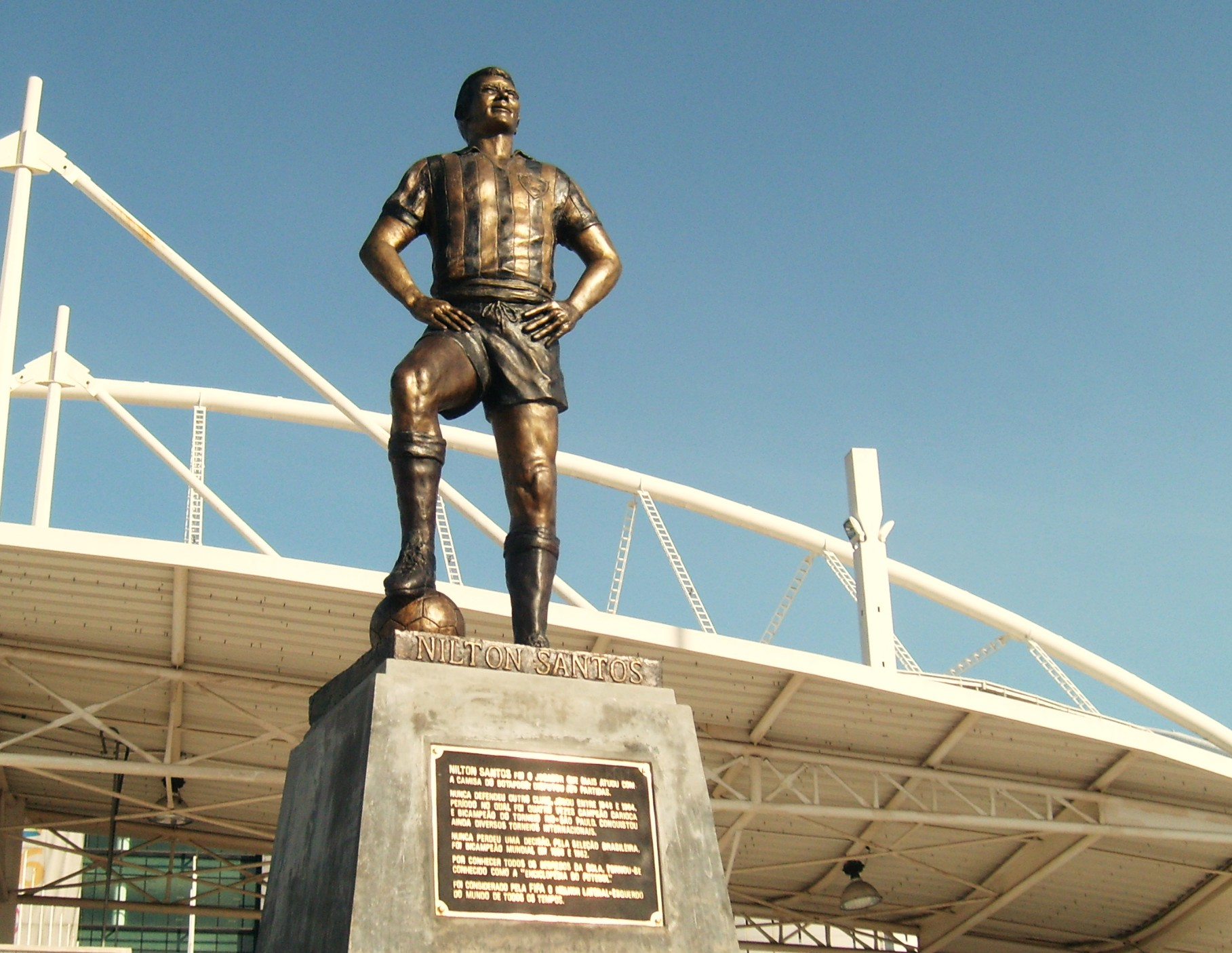
Die Statue von Nílton Santos vor dem Stadion (2009)
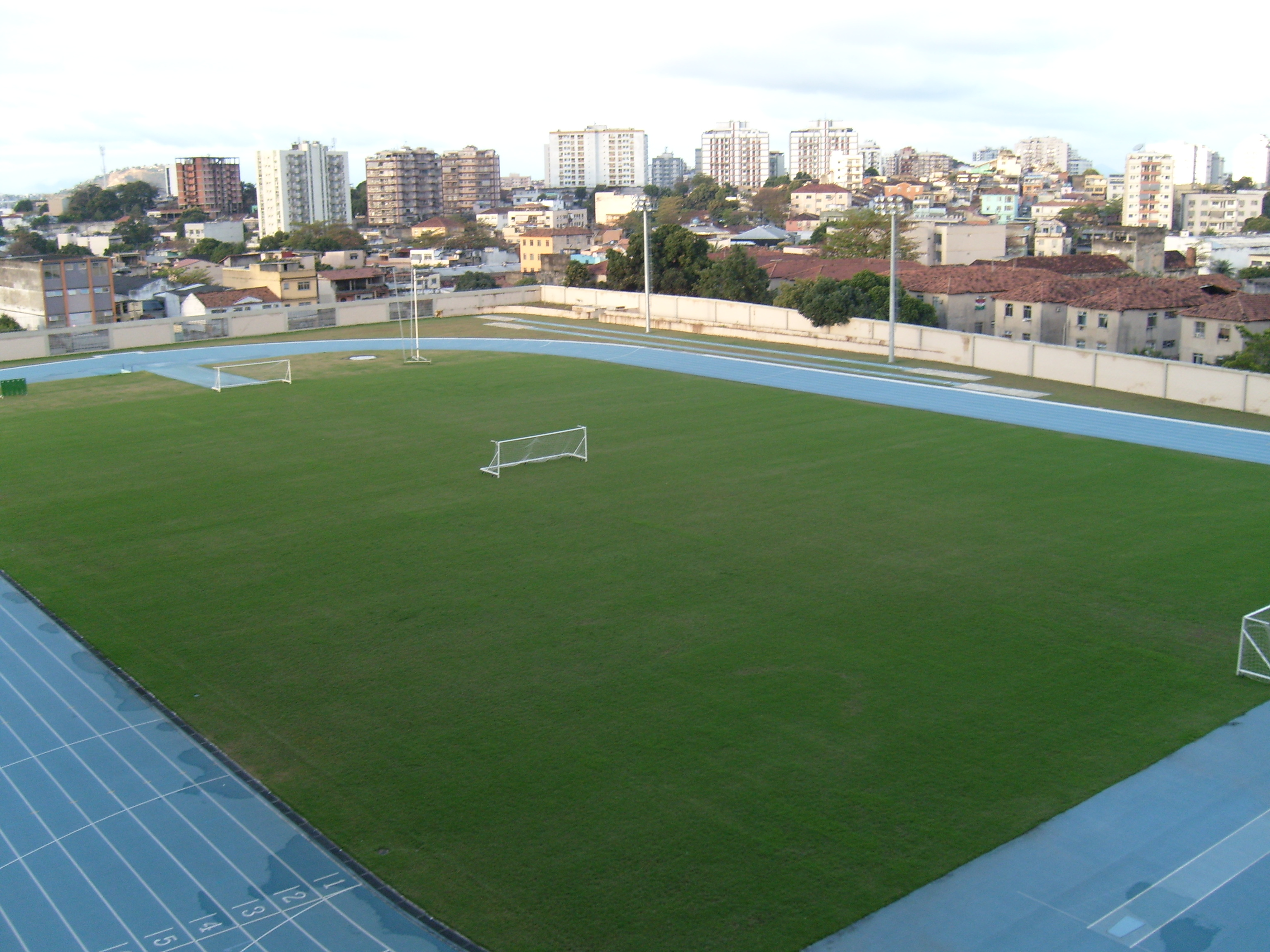
Die Leichtathletikanlage und Trainingsplatz neben dem Olympiastadion (2008)
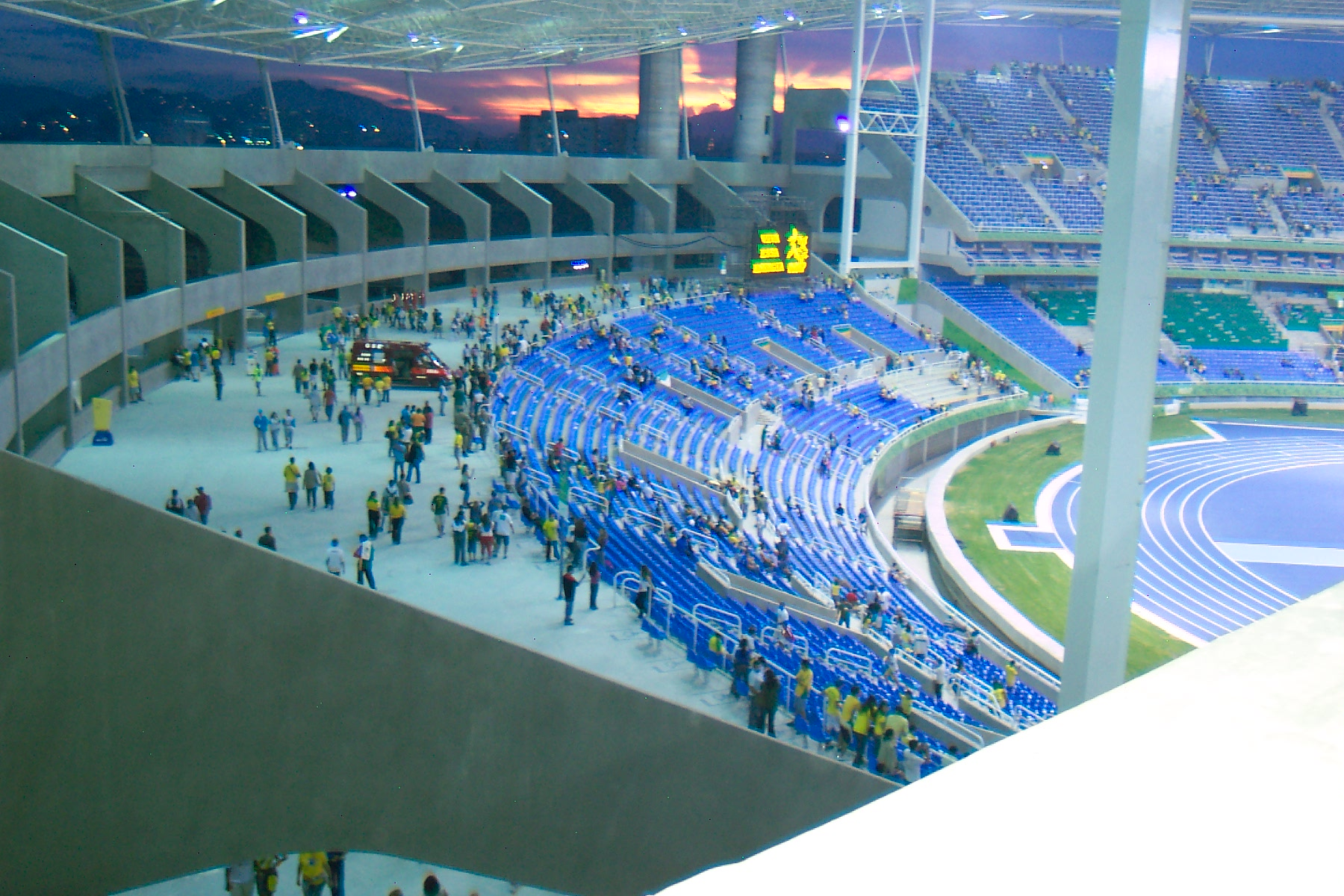
Eine der beiden Hintertortribünen, die für die Olympischen Spiele ausgebaut werden sollen (2007)
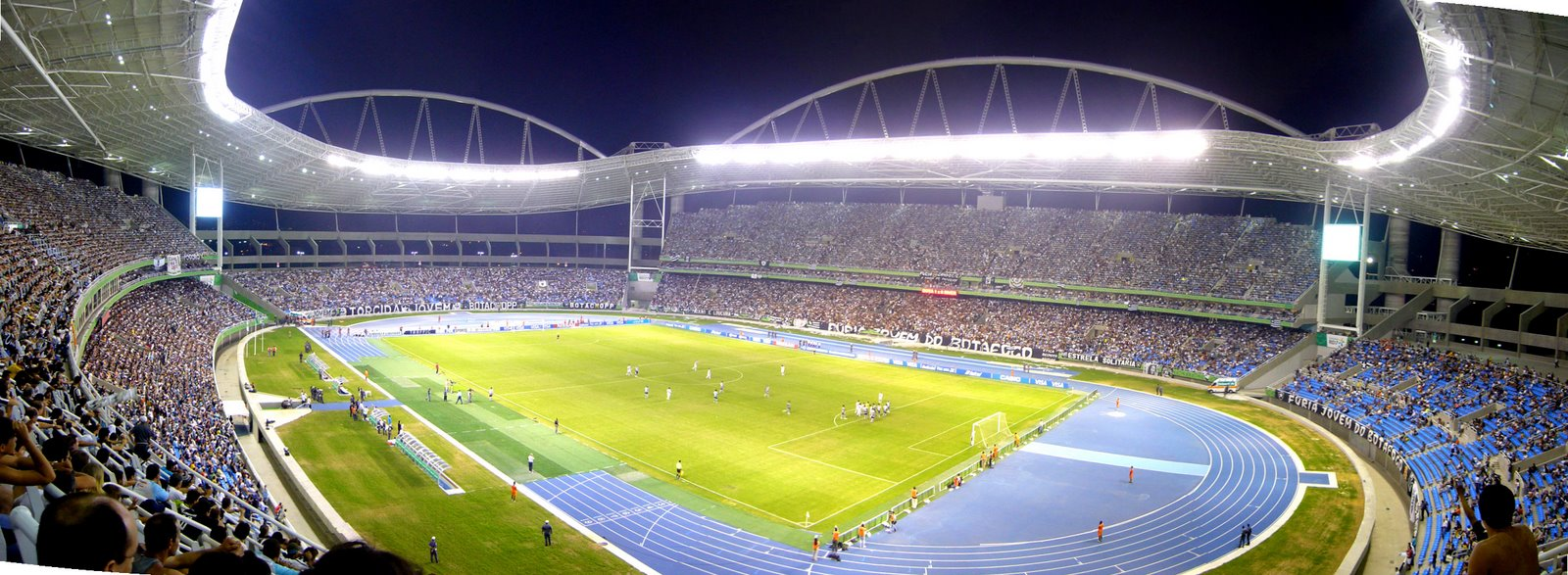
Das Stadion am Abend unter Flutlicht (2007)